# خوان يوسيبيو نيرمبرغ
كان الأب نيرنبرغ إسبانيًّا من مواليد حوالي سنة 1590، أمّا تاريخ وفاة فغير واضح إذ منهم يعتبرونه قد توفّي سنة 1668، وآخرون، من بينهم الأب شيخو، سنة 1658. دخل الرهبانيّة اليسوعيّة، واشتهر فيها بمؤلّفاته التقويّة. وكان من الدعاة إلى الصلاة من أجل النفوس المطهريّة. وقد ألّف في مدريد صلوات لهذه الغاية، وكان يوصي المؤمنين بممارسة تقشّفات متنوّعة من أجل خلاص النفوس المطهريّة. واشتهر بقوله المأثور: «يجب علينا أن نهب حياتنا لإخوتنا»، الذي كان يقصد فيه الراقدين ذوي النفوس المطهريّة. وكان أيضًا يدعو الناس إلى التسلّح بالأسرار من أجل مساعدة الكنيسة روحيًّا في مسيرتها النضاليّة ضدّ قوى الشرّ.
ترك الأب نيرنبرغ مؤلّفات يتمحور محتواها حول هذه الأفكار السابق ذكرها، من بينها "l’Aimable Jésus" و"l’Aimable Marie" اللذَين ألّفهما بالإسبانيّة وتُرجما فورًا إلى الفرنسيّة ومنها إلى العربيّة. ومن أشهر كتبه «ميزان الزمان» (la Balance du Temps) الذي ترجمه أيضًا الأب فروماج وطُبع أوّلاً في مطبعة الزاخر سنة 1734، ثمّ طُبع ثانية في المطبعة الكاثوليكيّة. وتُرجم أيضًا إلى اللغة الكلدانيّة وطُبع في الموصل سنة 1894.

## مراجع

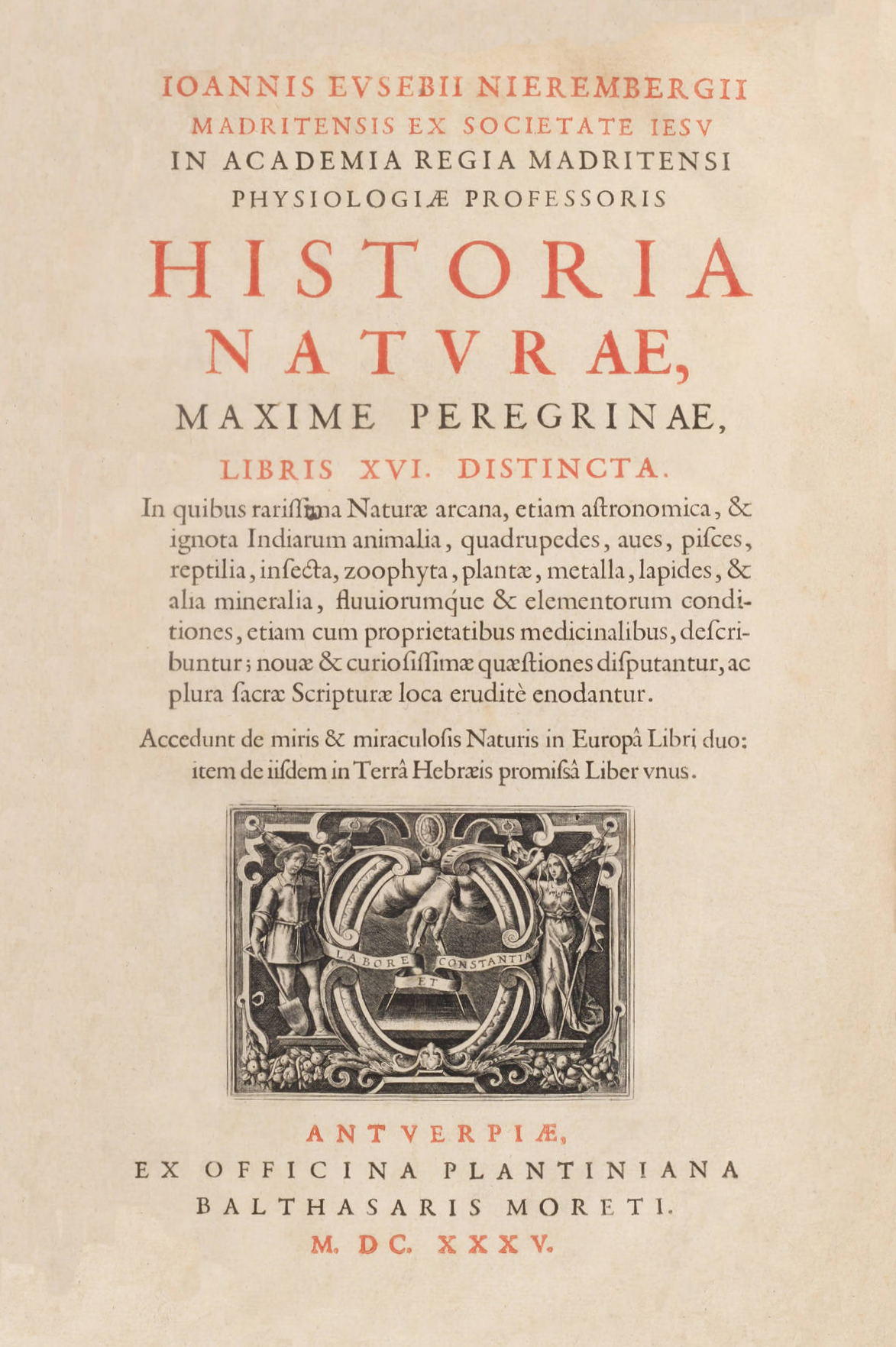
Historia natvrae, maxime peregrinae (libris XVI). 1635.
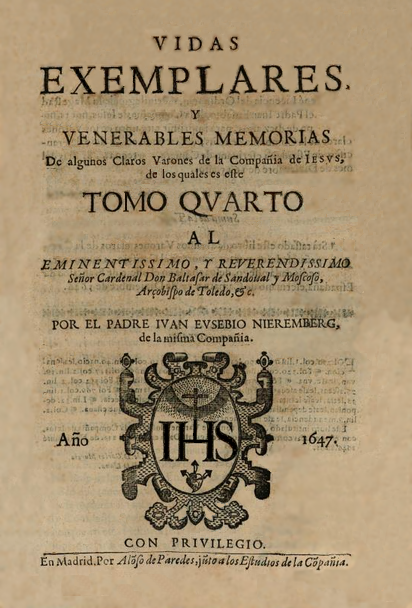
Vidas ejemplares y venerables memorias de algunos claros varones de la Compañía de Jesús (tomo cuarto). 1647.